# Richard Law (Richter)

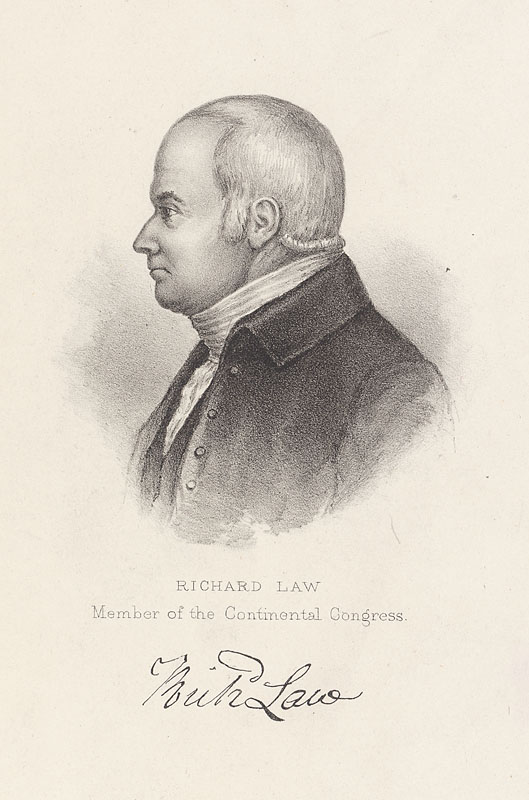
Richard Law

Richard Law (* 7. März 1733 in Milford, Colony of Connecticut; † 26. Januar 1806 in New London, Connecticut) war ein US-amerikanischer Jurist und Politiker, der als Delegierter aus Connecticut am Kontinentalkongress teilnahm. Später wurde er Bundesrichter.
Richard Law wuchs während der britischen Kolonialzeit auf und erhielt eine klassische Ausbildung. Im Jahr 1751 machte er seinen Abschluss am Yale College, woraufhin er die Rechtswissenschaften studierte, im Januar 1755 in die Anwaltskammer aufgenommen wurde und in Milford zu praktizieren begann. Ab 1757 war er in New London tätig. Sein erstes politisches Mandat hatte er 1765 als Abgeordneter im kolonialen Parlament von Connecticut.
Nach Ausbruch der amerikanischen Revolution wurde Law im Mai 1776 Mitglied des Council of Safety für Connecticut. 1777 wurde er dann von seinem Staat erstmals als Delegierter zu den Sitzungen des Kontinentalkongresses nach Philadelphia entsandt. Zwischen 1781 und 1782 erhielt er dieses Mandat noch einmal. Weitere öffentliche Ämter hatte er von 1776 bis 1786 als Mitglied im Beratungsgremium des Gouverneurs sowie von 1784 bis 1806 als Bürgermeister von New London inne. Während dieser Zeit war er außerdem schon Richter am Connecticut Supreme Court (1784–1789) sowie ab Mai 1786 oberster Richter am Superior Court seines Staates.
Am 24. September 1789 wurde Law schließlich durch US-Präsident George Washington zum Richter am Bundesbezirksgericht für den Distrikt Connecticut ernannt. Dies blieb er bis zu seinem Tod am 26. Januar 1806 in New London. Er wurde auf dem dortigen Cedar Grove Cemetery beigesetzt. Sein Sohn Lyman Law und sein Enkel John Law wurden ebenfalls Politiker und gehörten jeweils dem Repräsentantenhaus der Vereinigten Staaten an.